# Cyclocross Val di Sole

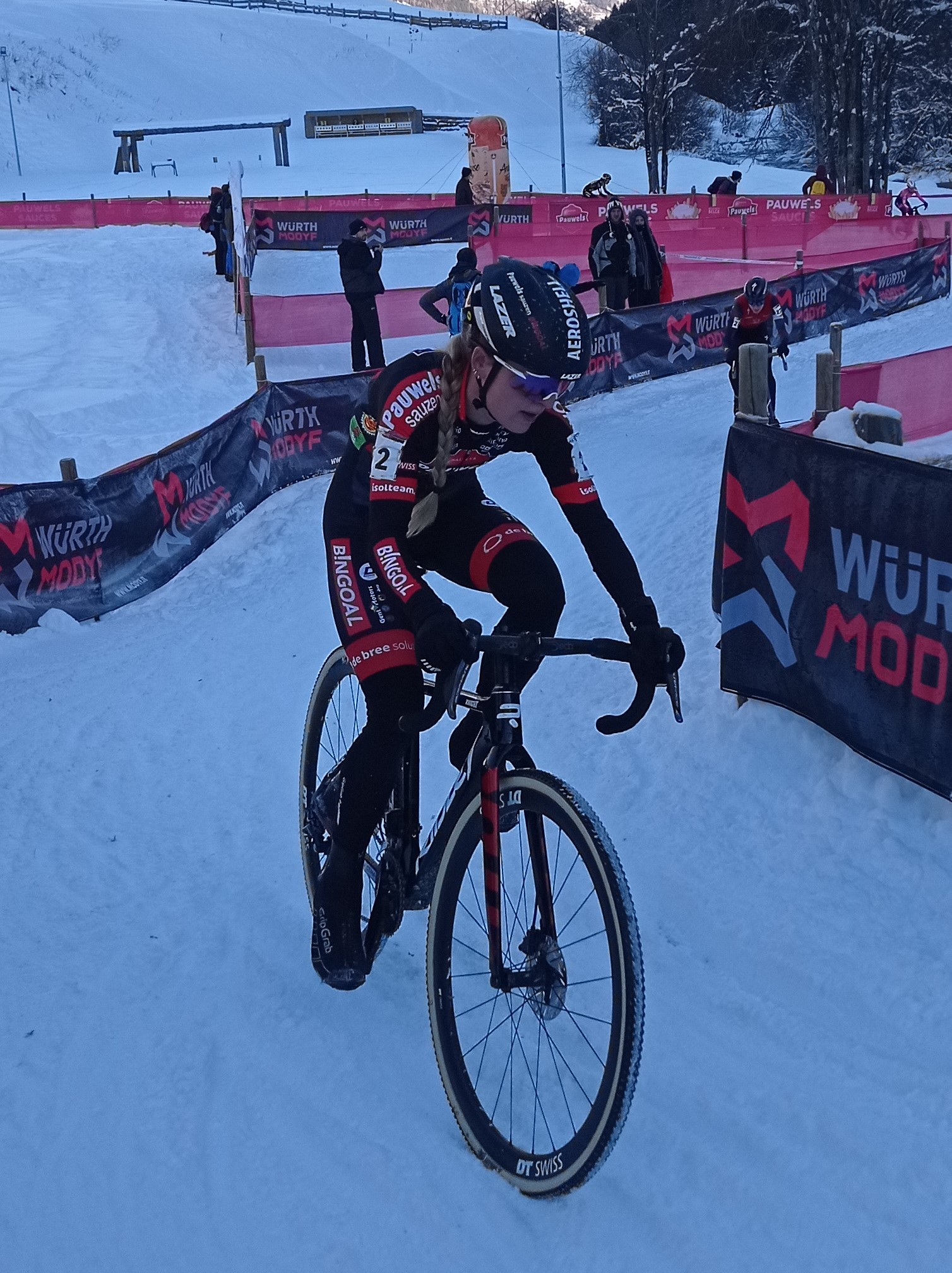
Denise Betsema bei der Ausgabe 2021

Der Cyclocross Val di Sole ist ein Rennen im UCI-Cyclocross-Weltcup, das in der Talschaft Val di Sole im Trentino (Italien) stattfindet.

## Geschichte
Das Rennen erschien erstmals 2021/2022 im Weltcup, es findet Mitte Dezember bei Vermiglio auf 1200 Metern Meereshöhe statt. Die Aufnahme in den Weltcup reiht sich in die Bemühungen ein, den Cyclocross wieder stärker zu internationalisieren. Die Wahl eines schneesicheren Orts wird aber auch mit dem Bestreben der UCI in Verbindung gebracht, Cyclocross in den Olympischen Winterspielen zu verankern. 2014 hatte das IOC die Aufnahme von Cyclocross mit der Begründung verweigert, nur Sportarten auf Schnee und Eis könnten Teil der Winterspiele sein. Grundsätzlich finden Cyclocrossrennen im Winter auch nach Schneefall statt, es war jedoch eine Neuheit im Weltcup, diese Bedingungen bewusst herbeizuführen.
Bei der zweiten Austragung 2022 kam es bei eisigen Bedingungen zu mehreren Stürzen. Die aussichtsreich im Weltcup platzierten Fem van Empel und Eli Iserbyt mussten von Sanitätern abtransportiert werden. Die Pläne der Veranstalter, eine Cyclocross-Weltmeisterschaft nach Val di Sole zu holen, stoßen deshalb auf geteiltes Echo, wobei auch logistische Schwierigkeiten in dem kleinen Ort genannt werden. Nachteilig für Val di Sole wirkt sich zudem der Termin aus: In einem ohnehin sehr vollen Weltcup-Kalender ziehen manche Fahrer es vor, vor der Kerstperiode eine Pause einzulegen. Belgien und die Niederlande entsandten 2023 nur reduzierte Mannschaften nach Val di Sole.
In den UCI-Cyclocross-Weltcup 2024/25 wurde Val di Sole nicht aufgenommen, stattdessen stand ein Rennen auf Sardinien im Programm.

## Siegerliste

### Männer
- 2021:  Wout van Aert
- 2022:  Michael Vanthourenhout
- 2023:  Joris Nieuwenhuis

### Frauen
- 2021:  Fem van Empel
- 2022:  Puck Pieterse
- 2023:  Manon Bakker